# A Picture of Nectar
A Picture of Nectar es el quinto álbum de estudio de la banda de rock estadounidense Phish, lanzado el 12 de febrero de 1992 por el sello discográfico Elektra Records.
Las canciones exploran una gran diversidad de géneros, entre otros jazz, country, calipso y rock and roll.

## Recepción del álbum
El crítico de Allmusic Jim Smith le concedió al álbum cuatro estrellas y media de cinco, alabandao la variedad de género musicales abarcados en el álbum y diciendo que es "un álbum sorprendentemente ajustado para una banda que se ha ganado la reputación haciendo jam sessions".
El álbum fue certificado oro por la RIAA el 15 de noviembre de 2001.

## Lista de canciones
| N.º | Título               | Escritor(es)                                        | Duración |  |
| 1.  | «Llama»              | Trey Anastasio                                      | 3:32     |  |
| 2.  | «Eliza»              | Anastasio                                           | 1:32     |  |
| 3.  | «Cavern»             | Anastasio, Tom Marshall                             | 4:24     |  |
| 4.  | «Poor Heart»         | Mike Gordon                                         | 2:44     |  |
| 5.  | «Stash»              | Anastasio, Marshall                                 | 7:11     |  |
| 6.  | «Manteca»            | Curtis Fuller, Dizzy Gillespie, Chano Pozo          | 0:29     |  |
| 7.  | «Guelah Papyrus»     | Anastasio, Marshall                                 | 5:22     |  |
| 8.  | «Magilla»            | Page McConnell                                      | 2:46     |  |
| 9.  | «The Landlady»       | Anastasio                                           | 2:56     |  |
| 10. | «Glide»              | Anastasio, Jon Fishman, Gordon, Marshall, McConnell | 4:13     |  |
| 11. | «Tweezer»            | Anastasio, Fishman, Gordon, McConnell               | 8:42     |  |
| 12. | «The Mango Song»     | Anastasio                                           | 6:23     |  |
| 13. | «Chalk Dust Torture» | Anastasio, Marshall                                 | 4:36     |  |
| 14. | «Faht»               | Fishman                                             | 2:21     |  |
| 15. | «Catapult»           | Gordon                                              | 0:32     |  |
| 16. | «Tweezer» (reprise)  | Anastasio, Fishman, Gordon, McConnell               | 2:39     |  |

## Posición en listas
| Chart (1992)    | Position |
| --------------- | -------- |
| Top Heatseekers | 30       |

## Personal
Phish
- Trey Anastasio - guitarra, voz
- Page McConnell - teclados, órgano, voz
- Mike Gordon - bajo, voz
- Jon Fishman - batería, voz

Otros
- Michael Mills - dirección artística
- Tom Walters - asistente de ingeniero
- Jon Altschiller - ingeniero
- Bob Ludwig - masterización
- B.C. Kagan - fotografía
- Joe Witkop - fotografía
- Kevin Halpin - productor, ingeniero